# Collinsite
La collinsite è un minerale appartenente al supergruppo della kröhnkite.